# Igreja Evangélica Baptista em Angola
Igreja Evangélica Baptista em Angola (IEBA), Evangeliska baptistkyrkan i Angola är ett kristet trossamfund i Angola, med över 90 000 medlemmar i 300 lokala församlingar.